# 닌텐도 뮤지엄
닌텐도 뮤지엄(일본어: ニンテンドーミュージアム, 영어: Nintendo Museum)은 일본 교토부 우지시에 위치한 비디오 게임 박물관이다 . 비디오 게임 회사 닌텐도가 소유하고 있으며 회사의 역사 전반에 걸친 다양한 제품을 전시하고 있다. 이 박물관은 2024년 10월 2일에 개관했다.

## 역사
닌텐도 뮤지엄은 2021년에 처음 발표되었다. 닌텐도가 트레이딩 카드를 만들고 장난감과 콘솔을 수리하던 옛 오구라 공장 부지에 자리 잡고 있다. 닌텐도의 기원부터 시작되는 "대중과 함께 하는 제품 개발 역사와 철학"에 초점을 맞추면서 "닌텐도의 역사에 걸쳐 출시한 많은 제품을 전시"하는 것이 특징이다. 닌텐도 뮤지엄의 건설은 2024년 5월에 완료되었다. 뮤지엄에 대한 닌텐도 다이렉트는 2024년 8월 20일에 방영되었고 2024년 10월 2일에 개관했다.
닌텐도의 총괄 매니저인 타카하시 신야는 뮤지엄에 "회사 역사 속의 다양한 닌텐도 제품"이 전시될 것이라고 밝혔다. 우지시장인 마츠무라 아츠코는 새로운 뮤지엄이 "비디오 게임 팬들에게 어필할 것"이라고 기대한다고 했다.
닌텐도는 2024년 8월 20일 공식 홈페이지를 통해 뮤지엄이 추첨제로 운영될 것이라고 발표했다. 티켓은 무작위 추첨을 통해 판매되며, 방문객은 사전에 특정 날짜를 신청할 수 있다. 선택되면 티켓 비용을 지불하게 된다.

## 전시
건물 2층 전체를 차지하는 닌텐도 뮤지엄은 울트라 핸드, 울트라 머신, 러브 테스터, 게임 & 워치, 광선총 시리즈 등 회사에서 이전에 생산한 다양한 장난감을 기반으로 한 여러 가지 대화형 경험을 제공한다. 또한 방문객은 닌텐도 64 까지의 가정용 콘솔에서 다양한 클래식 비디오 게임을 플레이하거나 두 명의 플레이어가 작동해야 하는 거대한 컨트롤러를 사용하여 게임에서 특정 과제를 완료할 수 있다. 뮤지엄은 또한 추가 요금을 내고 워크숍을 제공하며, 방문객은 하나 후다 카드 세트를 직접 만들 거나 카드로 게임을 하는 방법을 배울 수 있다.